# Vendeuvre-sur-Barse
Vendeuvre-sur-Barse település Franciaországban, Aube megyében. Lakosainak száma 2256 fő (2022. január 1.). Vendeuvre-sur-Barse Amance, Beurey, Champ-sur-Barse, La Loge-aux-Chèvres, Magny-Fouchard, Piney, Puits-et-Nuisement, Thieffrain, Vauchonvilliers, La Villeneuve-au-Chêne és Villy-en-Trodes községekkel határos.

## Népesség
A település népessége az elmúlt években az alábbi módon változott:
| Lakosok száma | 1821 | 2940 | 2793 | 2413 | 2384 | 2352 | 2317 | 2315 | 2317 | 2256 |
|               | 1968 | 1982 | 1990 | 2006 | 2013 | 2015 | 2017 | 2019 | 2020 | 2022 |